# Rhea americana

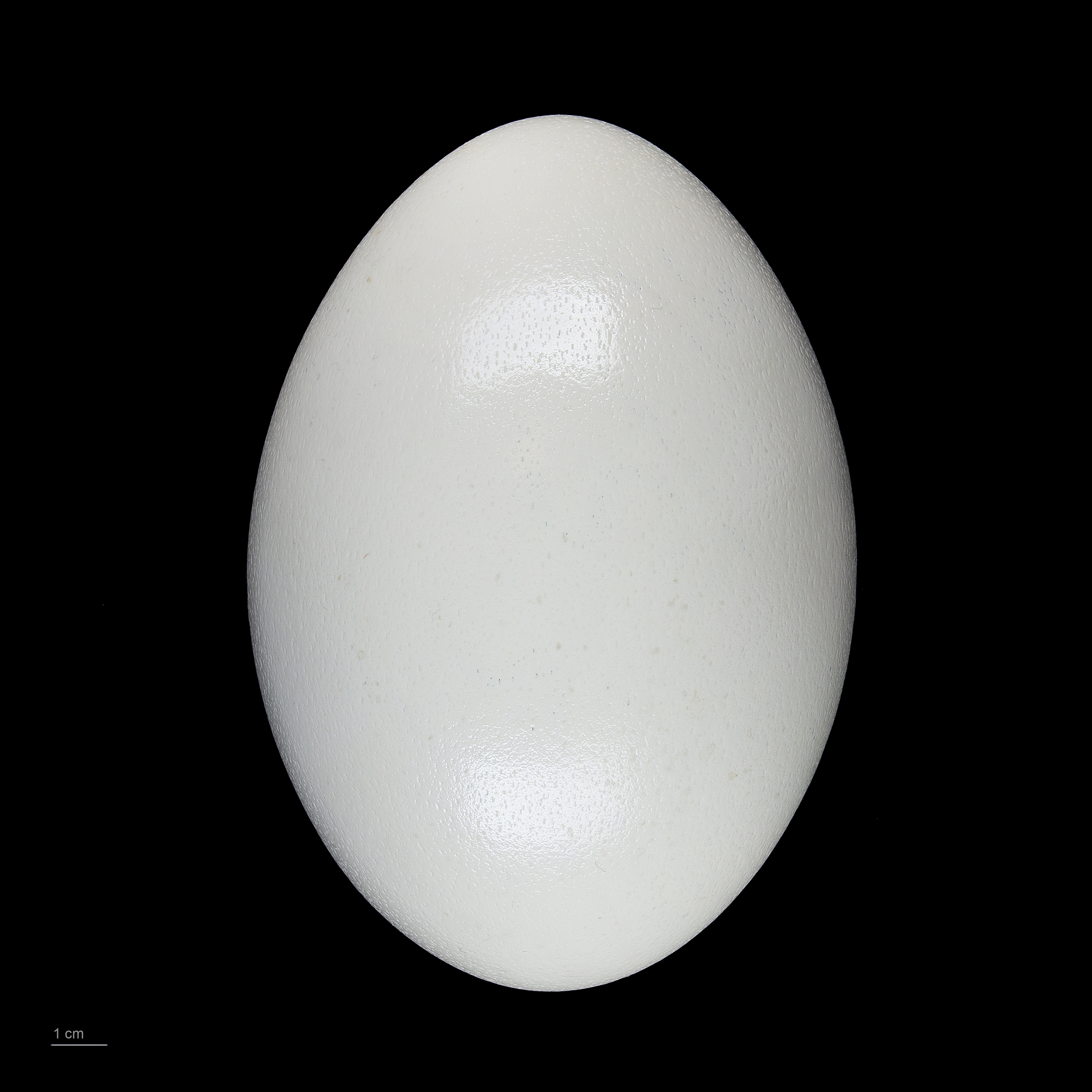
Rhea americana - MHNT

Nanduul comun (Rhea americana) este o specie de păsări din genul Rhea, care face parte din familia Rheidae, ordinul Struthioniformes.